# Élections cantonales de 1992 dans le Doubs
Les élections cantonales ont eu lieu les 22 et 29 mars 1992.
Lors de ces élections, 18 des 27 cantons du Doubs ont été renouvelés. Elles ont vu la reconduction de la majorité RPR dirigée par Georges Gruillot, président du conseil général depuis 1982.

## Résultats à l’échelle du département
Répartition départementale des résultats (2e tour).
- PS (39 %)
- Majorité (2,18 %)
- Verts (2,71 %)
- RPR (42,11 %)
- DVD (14 %)

| Étiquette      | Étiquette                          | Premier tour | Premier tour | Second tour | Second tour | Sièges |
| Étiquette      | Étiquette                          | Voix         | %            | Voix        | %           | Sièges |
| -------------- | ---------------------------------- | ------------ | ------------ | ----------- | ----------- | ------ |
|                | Parti socialiste                   | 20 137       | 20,27        | 20 827      | 39,00       | 2      |
|                | Extrême gauche                     | 6 478        | 6,52         |             |             |        |
|                | Majorité présidentielle            | 6 097        | 6,14         | 1 163       | 2,18        | 1      |
|                | Parti communiste français          | 2 477        | 2,49         |             |             |        |
| Gauche         | Gauche                             | 35 189       | 35,42        | 21 990      | 41,18       | 3      |
|                |                                    |              |              |             |             |        |
|                | Rassemblement pour la République   | 26 077       | 26,25        | 22 489      | 42,11       | 9      |
|                | Union pour la démocratie française | 12 481       | 12,56        |             |             | 4      |
|                | Front national                     | 9 856        | 9,92         |             |             |        |
|                | Divers droite                      | 9 302        | 9,36         | 7 479       | 14,00       | 2      |
| Droite         | Droite                             | 57 716       | 58,09        | 29 968      | 56,11       | 15     |
|                |                                    |              |              |             |             |        |
|                | Les Verts                          | 5 493        | 5,53         | 1 449       | 2,71        | 0      |
|                | Génération écologie                | 950          | 0,96         |             |             |        |
| Écologistes    | Écologistes                        | 6 443        | 6,49         | 1 449       | 2,71        | 0      |
|                |                                    |              |              |             |             |        |
| Inscrits       | Inscrits                           | 147 003      | 100,00       | 87 622      | 100,00      |        |
| Abstention     | Abstention                         | 41 693       | 28,36        | 30 190      | 34,45       |        |
| Votants        | Votants                            | 105 310      | 71,64        | 57 432      | 65,55       |        |
| Blancs et nuls | Blancs et nuls                     | 5 962        | 5,66         | 4 025       | 7,01        |        |
| Exprimés       | Exprimés                           | 99 348       | 94,34        | 53 407      | 92,99       |        |

## Résultats par canton

### Canton de Besançon-Nord-Ouest
| Candidats      | Candidats          | Étiquette      | Premier tour | Premier tour | Second tour | Second tour |
| Candidats      | Candidats          | Étiquette      | Voix         | %            | Voix        | %           |
| -------------- | ------------------ | -------------- | ------------ | ------------ | ----------- | ----------- |
|                | Constant Verdot*   | RPR            | 1 507        | 31,95        | 2 177       | 53,20       |
|                | Jean Mille         | PS             | 1 260        | 26,71        | 1 915       | 46,80       |
|                | Robert Sennerich   | FN             | 693          | 14,69        |             |             |
|                | André Nachin       | Verts          | 433          | 9,18         |             |             |
|                | Martine Bultot     | EXG            | 420          | 8,90         |             |             |
|                | Jean-Claude Joyeux | DVD            | 148          | 3,14         |             |             |
|                | Bernard Meunier    | DVD            | 140          | 2,97         |             |             |
|                | Gil Romand         | EXG            | 116          | 2,46         |             |             |
|                |                    |                |              |              |             |             |
| Inscrits       | Inscrits           | Inscrits       | 7 593        | 100,00       | 7 593       | 100,00      |
| Abstention     | Abstention         | Abstention     | 2 675        | 35,23        | 3 219       | 42,39       |
| Votants        | Votants            | Votants        | 4 918        | 64,77        | 4 374       | 57,61       |
| Blancs et nuls | Blancs et nuls     | Blancs et nuls | 201          | 4,09         | 282         | 6,45        |
| Exprimés       | Exprimés           | Exprimés       | 4 717        | 95,91        | 4 092       | 93,55       |

*sortant

### Canton de Besançon-Ouest
| Candidats      | Candidats             | Étiquette      | Premier tour | Premier tour | Second tour | Second tour |
| Candidats      | Candidats             | Étiquette      | Voix         | %            | Voix        | %           |
| -------------- | --------------------- | -------------- | ------------ | ------------ | ----------- | ----------- |
|                | Michel Vialatte       | RPR            | 2 449        | 33,57        | 3 516       | 55,78       |
|                | Yves-Michel Dahoui    | PS             | 1 682        | 23,06        | 2 787       | 44,22       |
|                | Georges Lepoutre      | FN             | 958          | 13,13        |             |             |
|                | Michele Folschweiller | Verts          | 928          | 12,72        |             |             |
|                | Yvon Chapuis          | DVD            | 577          | 7,91         |             |             |
|                | Patrick Pierlot       | EXG            | 467          | 6,40         |             |             |
|                | Annie Menetrier       | PCF            | 234          | 3,21         |             |             |
|                |                       |                |              |              |             |             |
| Inscrits       | Inscrits              | Inscrits       | 11 599       | 100,00       | 11 599      | 100,00      |
| Abstention     | Abstention            | Abstention     | 3 989        | 34,39        | 4 778       | 41,19       |
| Votants        | Votants               | Votants        | 7 610        | 65,61        | 6 821       | 58,81       |
| Blancs et nuls | Blancs et nuls        | Blancs et nuls | 315          | 4,14         | 518         | 7,59        |
| Exprimés       | Exprimés              | Exprimés       | 7 295        | 95,86        | 6 303       | 92,41       |

### Canton d'Etupes
| Candidats      | Candidats       | Étiquette      | Premier tour | Premier tour | Second tour | Second tour |
| Candidats      | Candidats       | Étiquette      | Voix         | %            | Voix        | %           |
| -------------- | --------------- | -------------- | ------------ | ------------ | ----------- | ----------- |
|                | Jean Geney*     | RPR            | 2 991        | 48,56        | 3 366       | 59,23       |
|                | Jacques Cointet | PS             | 1 672        | 27,14        | 2 317       | 40,77       |
|                | Roland Boillot  | FN             | 661          | 10,73        |             |             |
|                | Bruno Lemerle   | EXG            | 645          | 10,47        |             |             |
|                | Antonio Sanchez | PCF            | 191          | 3,10         |             |             |
|                |                 |                |              |              |             |             |
| Inscrits       | Inscrits        | Inscrits       | 9 209        | 100,00       | 9 209       | 100,00      |
| Abstention     | Abstention      | Abstention     | 2 638        | 28,65        | 3 109       | 33,76       |
| Votants        | Votants         | Votants        | 6 571        | 71,35        | 6 100       | 66,24       |
| Blancs et nuls | Blancs et nuls  | Blancs et nuls | 411          | 6,25         | 417         | 6,84        |
| Exprimés       | Exprimés        | Exprimés       | 6 160        | 93,75        | 5 683       | 93,16       |

*sortant

### Canton de Montbéliard-Est
| Candidats      | Candidats         | Étiquette      | Premier tour | Premier tour | Second tour | Second tour |
| Candidats      | Candidats         | Étiquette      | Voix         | %            | Voix        | %           |
| -------------- | ----------------- | -------------- | ------------ | ------------ | ----------- | ----------- |
|                | Monique Rousseau  | RPR            | 3 307        | 34,46        | 4 524       | 56,48       |
|                | Yves Bessero      | PS             | 1 768        | 18,42        | 3 486       | 43,52       |
|                | André Jacquot     | FN             | 1 549        | 16,14        |             |             |
|                | Jean-Pierre Lehec | EXG            | 958          | 9,98         |             |             |
|                | Jacques Helias    | GE             | 950          | 9,90         |             |             |
|                | Bruno Aebischer   | EXG            | 667          | 6,95         |             |             |
|                | Joseph Adami      | PCF            | 397          | 4,14         |             |             |
|                |                   |                |              |              |             |             |
| Inscrits       | Inscrits          | Inscrits       | 16 226       | 100,00       | 16 223      | 100,00      |
| Abstention     | Abstention        | Abstention     | 6 017        | 37,08        | 7 226       | 44,54       |
| Votants        | Votants           | Votants        | 10 209       | 62,92        | 8 997       | 55,46       |
| Blancs et nuls | Blancs et nuls    | Blancs et nuls | 613          | 6,00         | 987         | 10,97       |
| Exprimés       | Exprimés          | Exprimés       | 9 596        | 94,00        | 8 010       | 89,03       |

### Canton de Montbéliard-Ouest
| Candidats      | Candidats        | Étiquette      | Premier tour | Premier tour | Second tour | Second tour |
| Candidats      | Candidats        | Étiquette      | Voix         | %            | Voix        | %           |
| -------------- | ---------------- | -------------- | ------------ | ------------ | ----------- | ----------- |
|                | Jacques Vernier* | RPR            | 2 912        | 37,92        | 3 391       | 48,35       |
|                | Étienne Banet    | PS             | 1 564        | 20,36        | 2 173       | 30,99       |
|                | Pierre Helias    | Verts          | 1 276        | 16,61        | 1 449       | 20,66       |
|                | Léon Colino      | FN             | 1 131        | 14,73        |             |             |
|                | Noelle Grimme    | EXG            | 515          | 6,71         |             |             |
|                | Robert Pintucci  | PCF            | 282          | 3,67         |             |             |
|                |                  |                |              |              |             |             |
| Inscrits       | Inscrits         | Inscrits       | 11 973       | 100,00       | 11 972      | 100,00      |
| Abstention     | Abstention       | Abstention     | 3 721        | 31,08        | 4 470       | 37,34       |
| Votants        | Votants          | Votants        | 8 252        | 68,92        | 7 502       | 62,66       |
| Blancs et nuls | Blancs et nuls   | Blancs et nuls | 572          | 6,93         | 489         | 6,52        |
| Exprimés       | Exprimés         | Exprimés       | 7 680        | 93,07        | 7 013       | 93,48       |

*sortant

### Canton de Montbenoît
| Candidats      | Candidats        | Étiquette      | Premier tour | Premier tour |
| Candidats      | Candidats        | Étiquette      | Voix         | %            |
| -------------- | ---------------- | -------------- | ------------ | ------------ |
|                | Jean Pourchet*   | UDF            | 1 584        | 51,38        |
|                | Gilbert Marguet  | PS             | 877          | 28,45        |
|                | Michel Rigaudier | PS             | 365          | 11,84        |
|                | Jean-Luc Bart    | FN             | 211          | 6,84         |
|                | Lyse Rigoulot    | PCF            | 46           | 1,49         |
|                |                  |                |              |              |
| Inscrits       | Inscrits         | Inscrits       | 4 059        | 100,00       |
| Abstention     | Abstention       | Abstention     | 778          | 19,17        |
| Votants        | Votants          | Votants        | 3 281        | 80,83        |
| Blancs et nuls | Blancs et nuls   | Blancs et nuls | 198          | 6,03         |
| Exprimés       | Exprimés         | Exprimés       | 3 083        | 93,97        |

*sortant

### Canton de Morteau
| Candidats      | Candidats              | Étiquette      | Premier tour | Premier tour |
| Candidats      | Candidats              | Étiquette      | Voix         | %            |
| -------------- | ---------------------- | -------------- | ------------ | ------------ |
|                | Claude Vermot*         | RPR            | 4 157        | 52,97        |
|                | Denis Roy              | PS             | 1 618        | 20,62        |
|                | Martine Faivre-Pierret | FN             | 676          | 8,61         |
|                | Claude Faivre          | EXG            | 631          | 8,04         |
|                | Francoise Goll         | Verts          | 617          | 7,86         |
|                | Daniel Blondeau        | PCF            | 149          | 1,90         |
|                |                        |                |              |              |
| Inscrits       | Inscrits               | Inscrits       | 11 797       | 100,00       |
| Abstention     | Abstention             | Abstention     | 3 485        | 29,54        |
| Votants        | Votants                | Votants        | 8 312        | 70,46        |
| Blancs et nuls | Blancs et nuls         | Blancs et nuls | 464          | 5,58         |
| Exprimés       | Exprimés               | Exprimés       | 7 848        | 94,42        |

*sortant

### Canton de Mouthe
| Candidats      | Candidats            | Étiquette      | Premier tour | Premier tour |
| Candidats      | Candidats            | Étiquette      | Voix         | %            |
| -------------- | -------------------- | -------------- | ------------ | ------------ |
|                | Roland Vuillaume*    | RPR            | 1 505        | 50,55        |
|                | Pascal Hintzy        | Verts          | 547          | 18,37        |
|                | Jeannie Caron Bichet | PS             | 353          | 11,86        |
|                | Alain Dudret         | FN             | 254          | 8,53         |
|                | Pierre Lallemand     | DVD            | 234          | 7,86         |
|                | Gabriel Parent       | PCF            | 84           | 2,82         |
|                |                      |                |              |              |
| Inscrits       | Inscrits             | Inscrits       | 4 781        | 100,00       |
| Abstention     | Abstention           | Abstention     | 1 542        | 32,25        |
| Votants        | Votants              | Votants        | 3 239        | 67,75        |
| Blancs et nuls | Blancs et nuls       | Blancs et nuls | 262          | 8,09         |
| Exprimés       | Exprimés             | Exprimés       | 2 977        | 91,91        |

*sortant

### Canton d'Ornans
| Candidats      | Candidats        | Étiquette      | Premier tour | Premier tour | Second tour | Second tour |
| Candidats      | Candidats        | Étiquette      | Voix         | %            | Voix        | %           |
| -------------- | ---------------- | -------------- | ------------ | ------------ | ----------- | ----------- |
|                | Marc Chapelain*  | PS             | 2 287        | 43,13        | 2 772       | 51,25       |
|                | Marcel Bouverot  | DVD            | 1 824        | 34,40        | 2 637       | 48,75       |
|                | Jean-Louis Simon | DVD            | 485          | 9,15         |             |             |
|                | Jean Gouget      | FN             | 426          | 8,03         |             |             |
|                | Michel Bourquin  | EXG            | 228          | 4,30         |             |             |
|                | Michel Card      | PCF            | 52           | 0,98         |             |             |
|                |                  |                |              |              |             |             |
| Inscrits       | Inscrits         | Inscrits       | 7 357        | 100,00       | 7 356       | 100,00      |
| Abstention     | Abstention       | Abstention     | 1 729        | 23,50        | 1 691       | 22,99       |
| Votants        | Votants          | Votants        | 5 628        | 76,50        | 5 665       | 77,01       |
| Blancs et nuls | Blancs et nuls   | Blancs et nuls | 326          | 5,79         | 256         | 4,52        |
| Exprimés       | Exprimés         | Exprimés       | 5 302        | 94,21        | 5 409       | 95,48       |

*sortant

### Canton de Pierrefontaine-les-Varans
| Candidats      | Candidats          | Étiquette      | Premier tour | Premier tour |
| Candidats      | Candidats          | Étiquette      | Voix         | %            |
| -------------- | ------------------ | -------------- | ------------ | ------------ |
|                | Jean-Marie Pobelle | UDF            | 1 947        | 54,34        |
|                | Jacques Cassard    | PS             | 1 238        | 34,55        |
|                | Jean-Paul Poignand | FN             | 301          | 8,40         |
|                | Jean-Michel Llaona | PCF            | 97           | 2,71         |
|                |                    |                |              |              |
| Inscrits       | Inscrits           | Inscrits       | 5 023        | 100,00       |
| Abstention     | Abstention         | Abstention     | 1 030        | 20,51        |
| Votants        | Votants            | Votants        | 3 993        | 79,49        |
| Blancs et nuls | Blancs et nuls     | Blancs et nuls | 410          | 10,27        |
| Exprimés       | Exprimés           | Exprimés       | 3 583        | 89,73        |

### Canton de Pontarlier
| Candidats      | Candidats             | Étiquette      | Premier tour | Premier tour |
| Candidats      | Candidats             | Étiquette      | Voix         | %            |
| -------------- | --------------------- | -------------- | ------------ | ------------ |
|                | André Cuinet*         | UDF            | 7 092        | 54,39        |
|                | Christian Bouday      | PS             | 2 131        | 16,34        |
|                | Serge Boudot          | FN             | 1 082        | 8,30         |
|                | Vincent Pobelle       | Verts          | 1 071        | 8,21         |
|                | René Emilli           | PS             | 1 013        | 7,77         |
|                | Jean-Manuel Fernandez | EXG            | 415          | 3,18         |
|                | Alain Vuillaume       | PCF            | 235          | 1,80         |
|                |                       |                |              |              |
| Inscrits       | Inscrits              | Inscrits       | 19 162       | 100,00       |
| Abstention     | Abstention            | Abstention     | 5 459        | 28,49        |
| Votants        | Votants               | Votants        | 13 703       | 71,51        |
| Blancs et nuls | Blancs et nuls        | Blancs et nuls | 664          | 4,85         |
| Exprimés       | Exprimés              | Exprimés       | 13 039       | 95,15        |

*sortant

### Canton de Pont-de-Roide
| Candidats      | Candidats             | Étiquette      | Premier tour | Premier tour | Second tour | Second tour |
| Candidats      | Candidats             | Étiquette      | Voix         | %            | Voix        | %           |
| -------------- | --------------------- | -------------- | ------------ | ------------ | ----------- | ----------- |
|                | Louis Cuenin          | RPR            | 2 965        | 41,77        | 3 928       | 55,86       |
|                | Michel Tarreinbergue* | PS             | 2 486        | 35,02        | 3 104       | 44,14       |
|                | Christophe Cunchon    | FN             | 554          | 7,81         |             |             |
|                | Denis Noegelen        | PS             | 492          | 6,93         |             |             |
|                | Denis Folletete       | EXG            | 436          | 6,14         |             |             |
|                | Jean-Pierre Javaux    | PCF            | 165          | 2,32         |             |             |
|                |                       |                |              |              |             |             |
| Inscrits       | Inscrits              | Inscrits       | 9 939        | 100,00       | 9 937       | 100,00      |
| Abstention     | Abstention            | Abstention     | 2 438        | 24,53        | 2 528       | 25,44       |
| Votants        | Votants               | Votants        | 7 501        | 75,47        | 7 409       | 74,56       |
| Blancs et nuls | Blancs et nuls        | Blancs et nuls | 403          | 5,37         | 377         | 5,09        |
| Exprimés       | Exprimés              | Exprimés       | 7 098        | 94,63        | 7 032       | 94,91       |

*sortant

### Canton de Quingey
| Candidats      | Candidats            | Étiquette      | Premier tour | Premier tour | Second tour | Second tour |
| Candidats      | Candidats            | Étiquette      | Voix         | %            | Voix        | %           |
| -------------- | -------------------- | -------------- | ------------ | ------------ | ----------- | ----------- |
|                | Jean Vercellotti*    | DVD            | 1 446        | 33,94        | 1 935       | 45,98       |
|                | Jacques Breuil       | PS             | 1 295        | 30,40        | 2 273       | 54,02       |
|                | Philippe Edme        | EXG            | 305          | 7,16         |             |             |
|                | Jean-Pierre Poupeney | Verts          | 287          | 6,74         |             |             |
|                | Michel Eme           | PS             | 272          | 6,38         |             |             |
|                | Claude Humbertjean   | DVD            | 260          | 6,10         |             |             |
|                | Pierre Jaye          | FN             | 250          | 5,87         |             |             |
|                | Jean Jourdan         | PCF            | 145          | 3,40         |             |             |
|                |                      |                |              |              |             |             |
| Inscrits       | Inscrits             | Inscrits       | 5 677        | 100,00       | 5 677       | 100,00      |
| Abstention     | Abstention           | Abstention     | 1 245        | 21,93        | 1 261       | 22,21       |
| Votants        | Votants              | Votants        | 4 432        | 78,07        | 4 416       | 77,79       |
| Blancs et nuls | Blancs et nuls       | Blancs et nuls | 172          | 3,88         | 208         | 4,71        |
| Exprimés       | Exprimés             | Exprimés       | 4 260        | 96,12        | 4 208       | 95,29       |

*sortant

### Canton de Rougemont
| Candidats      | Candidats            | Étiquette      | Premier tour | Premier tour | Second tour | Second tour |
| Candidats      | Candidats            | Étiquette      | Voix         | %            | Voix        | %           |
| -------------- | -------------------- | -------------- | ------------ | ------------ | ----------- | ----------- |
|                | Roland Genin*        | PS             | 878          | 39,53        | 1 163       | 50,74       |
|                | Léonel de Moustier   | DVD            | 819          | 36,88        | 1 129       | 49,26       |
|                | Henry Demesmay       | DVD            | 182          | 8,19         |             |             |
|                | Jean-François Kiefer | EXG            | 123          | 5,54         |             |             |
|                | Solange Saulnier     | FN             | 117          | 5,27         |             |             |
|                | Michel Mourey        | PCF            | 102          | 4,59         |             |             |
|                |                      |                |              |              |             |             |
| Inscrits       | Inscrits             | Inscrits       | 2 985        | 100,00       | 2 985       | 100,00      |
| Abstention     | Abstention           | Abstention     | 621          | 20,80        | 564         | 18,89       |
| Votants        | Votants              | Votants        | 2 364        | 79,20        | 2 421       | 81,11       |
| Blancs et nuls | Blancs et nuls       | Blancs et nuls | 143          | 6,05         | 129         | 5,33        |
| Exprimés       | Exprimés             | Exprimés       | 2 221        | 93,95        | 2 292       | 94,67       |

*sortant

### Canton de Roulans
| Candidats      | Candidats             | Étiquette      | Premier tour | Premier tour | Second tour | Second tour |
| Candidats      | Candidats             | Étiquette      | Voix         | %            | Voix        | %           |
| -------------- | --------------------- | -------------- | ------------ | ------------ | ----------- | ----------- |
|                | Pierre Grandjacquet*  | RPR            | 1 136        | 30,33        | 1 587       | 47,16       |
|                | Jean-François Brahier | DVD            | 948          | 25,31        | 1 778       | 52,84       |
|                | Romain Ghiglieri      | PS             | 446          | 11,91        |             |             |
|                | Serge Grass           | Verts          | 334          | 8,92         |             |             |
|                | Marie-Thérèse Poinsot | FN             | 288          | 7,69         |             |             |
|                | Michel Delanoe        | PS             | 272          | 7,26         |             |             |
|                | Jacques Reigney       | EXG            | 174          | 4,65         |             |             |
|                | Christian Pillot      | PCF            | 147          | 3,93         |             |             |
|                |                       |                |              |              |             |             |
| Inscrits       | Inscrits              | Inscrits       | 5 071        | 100,00       | 5 071       | 100,00      |
| Abstention     | Abstention            | Abstention     | 1 122        | 22,13        | 1 344       | 26,50       |
| Votants        | Votants               | Votants        | 3 949        | 77,87        | 3 727       | 73,50       |
| Blancs et nuls | Blancs et nuls        | Blancs et nuls | 204          | 5,17         | 362         | 9,71        |
| Exprimés       | Exprimés              | Exprimés       | 3 745        | 94,83        | 3 365       | 90,29       |

### Canton du Russey
| Candidats      | Candidats             | Étiquette      | Premier tour | Premier tour |
| Candidats      | Candidats             | Étiquette      | Voix         | %            |
| -------------- | --------------------- | -------------- | ------------ | ------------ |
|                | Jean-François Humbert | UDF            | 1 858        | 58,10        |
|                | Pierre Magnin-Feysot  | PS             | 1 167        | 36,49        |
|                | Elisabeth Manna       | FN             | 138          | 4,32         |
|                | Pierre Arbey          | PCF            | 35           | 1,09         |
|                |                       |                |              |              |
| Inscrits       | Inscrits              | Inscrits       | 4 117        | 100,00       |
| Abstention     | Abstention            | Abstention     | 741          | 18,00        |
| Votants        | Votants               | Votants        | 3 376        | 82,00        |
| Blancs et nuls | Blancs et nuls        | Blancs et nuls | 178          | 5,27         |
| Exprimés       | Exprimés              | Exprimés       | 3 198        | 94,73        |

### Canton de Saint-Hippolyte
| Candidats      | Candidats           | Étiquette      | Premier tour | Premier tour |
| Candidats      | Candidats           | Étiquette      | Voix         | %            |
| -------------- | ------------------- | -------------- | ------------ | ------------ |
|                | Roger Macabrey*     | DVD            | 1 671        | 67,79        |
|                | Jean-Claude Melot   | PS             | 489          | 19,84        |
|                | Just Schevenement   | FN             | 163          | 6,61         |
|                | Chantal Wojcik      | EXG            | 104          | 4,22         |
|                | Marie-Claire Boegly | PCF            | 38           | 1,54         |
|                |                     |                |              |              |
| Inscrits       | Inscrits            | Inscrits       | 3 493        | 100,00       |
| Abstention     | Abstention          | Abstention     | 871          | 24,94        |
| Votants        | Votants             | Votants        | 2 622        | 75,06        |
| Blancs et nuls | Blancs et nuls      | Blancs et nuls | 157          | 5,99         |
| Exprimés       | Exprimés            | Exprimés       | 2 465        | 94,01        |

*sortant

### Canton de Vercel-Villedieu-le-Camp
| Candidats      | Candidats                 | Étiquette      | Premier tour | Premier tour |
| Candidats      | Candidats                 | Étiquette      | Voix         | %            |
| -------------- | ------------------------- | -------------- | ------------ | ------------ |
|                | Georges Gruillot*         | RPR            | 3 148        | 61,96        |
|                | Jean Mairey               | DVD            | 568          | 11,18        |
|                | Bernard Genre-Grandpierre | FN             | 404          | 7,95         |
|                | Nicole Vouillot           | PS             | 340          | 6,69         |
|                | Nicolas Bultot            | EXG            | 274          | 5,39         |
|                | Gérald Grouazel           | PS             | 269          | 5,29         |
|                | Florence Gavignet         | PCF            | 78           | 1,54         |
|                |                           |                |              |              |
| Inscrits       | Inscrits                  | Inscrits       | 6 942        | 100,00       |
| Abstention     | Abstention                | Abstention     | 1 592        | 22,93        |
| Votants        | Votants                   | Votants        | 5 350        | 77,07        |
| Blancs et nuls | Blancs et nuls            | Blancs et nuls | 269          | 5,03         |
| Exprimés       | Exprimés                  | Exprimés       | 5 081        | 94,97        |

*sortant